# Schieß-Europameisterschaften 10 Meter 2023
Die 51. ISSF Schieß-Europameisterschaften 10 Meter 2023 fanden vom 5. bis 13. März 2023 in Tallinn, Estland für die Disziplinen Gewehr und Pistole auf der 10-Meter-Distanz statt. Es traten 521 Athleten aus 40 Nationen an.

## Ergebnisse

### Erwachsene

#### Gewehr

##### Männer
| 10 m Luftgewehr | 10 m Luftgewehr | 10 m Luftgewehr    | 10 m Luftgewehr | 10 m Luftgewehr | 10 m Luftgewehr | 10 m Luftgewehr   | 10 m Luftgewehr |
| Nr.             | Wettbewerb      | Gold               | Gold            | Silber          | Silber          | Bronze            | Bronze          |
| --------------- | --------------- | ------------------ | --------------- | --------------- | --------------- | ----------------- | --------------- |
| 1               | Tallinn         | Maximilian Ulbrich | 263,1           | Patrik Jány     | 260,9           | Alexander Schmirl | 260,5           |

| 10 m Luftgewehr, Team | 10 m Luftgewehr, Team | 10 m Luftgewehr, Team                                   | 10 m Luftgewehr, Team | 10 m Luftgewehr, Team                                   | 10 m Luftgewehr, Team | 10 m Luftgewehr, Team                                                                                             | 10 m Luftgewehr, Team |
| Nr.                   | Wettbewerb            | Gold                                                    | Gold                  | Silber                                                  | Silber                | Bronze | Bronze                |
| --------------------- | --------------------- | ------------------------------------------------------- | --------------------- | ------------------------------------------------------- | --------------------- | --- | --------------------- |
| 1                     | Tallinn               | SerbienMilutin Stefanović Milenko Sebić Lazar Kovačević | 279,1                 | ÖsterreichAlexander Schmirl Tobias Mair Martin Strempfl | 277,3                 | DeutschlandDavid Könders Maximilian Dallinger Maximilian Ulbrich SchwedenLudwig Wassman Erik Sahlin Marcus Madsen | -                     |

##### Frauen
| 10 m Luftgewehr | 10 m Luftgewehr | 10 m Luftgewehr       | 10 m Luftgewehr | 10 m Luftgewehr  | 10 m Luftgewehr | 10 m Luftgewehr | 10 m Luftgewehr |
| Nr.             | Wettbewerb      | Gold                  | Gold            | Silber           | Silber          | Bronze          | Bronze          |
| --------------- | --------------- | --------------------- | --------------- | ---------------- | --------------- | --------------- | --------------- |
| 1               | Tallinn         | Jeanette Hegg Duestad | --              | Seonaid McIntosh | --              | Anna Janssen    | --              |

| 10 m Luftgewehr, Team | 10 m Luftgewehr, Team | 10 m Luftgewehr, Team                                  | 10 m Luftgewehr, Team | 10 m Luftgewehr, Team                                    | 10 m Luftgewehr, Team | 10 m Luftgewehr, Team                                                                                               | 10 m Luftgewehr, Team |
| Nr.                   | Wettbewerb            | Gold                                                   | Gold                  | Silber                                                   | Silber                | Bronze | Bronze                |
| --------------------- | --------------------- | ------------------------------------------------------ | --------------------- | -------------------------------------------------------- | --------------------- | --- | --------------------- |
| 1                     | Tallinn               | NorwegenKatrine Lund Jenny Stene Jeanette Hegg Duestad | --                    | SerbienTeodora Vukojević Ivana Maksimović Andrea Arsović | --                    | PolenJulia Piotrowska Natalia Kochańska Aneta Stankiewicz DeutschlandLarissa Weindorf Vanessa Gleißner Anna Janssen | --                    |

##### Mixed
| 10 m Luftgewehr | 10 m Luftgewehr | 10 m Luftgewehr                        | 10 m Luftgewehr | 10 m Luftgewehr                | 10 m Luftgewehr | 10 m Luftgewehr                                                   | 10 m Luftgewehr |
| Nr.             | Wettbewerb      | Gold                                   | Gold            | Silber                         | Silber          | Bronze                                                            | Bronze          |
| --------------- | --------------- | -------------------------------------- | --------------- | ------------------------------ | --------------- | ----------------------------------------------------------------- | --------------- |
| 1               | Tallinn         | Jeanette Hegg Duestad Jon-Hermann Hegg | --              | Olga Tashtchiev Sergey Richter | --              | Sofia Ceccarello Danilo Dennis Sollazzo Jenny Stene Henrik Larsen | --              |

#### Pistole

##### Männer
| 10 m Luftpistole | 10 m Luftpistole | 10 m Luftpistole | 10 m Luftpistole | 10 m Luftpistole | 10 m Luftpistole | 10 m Luftpistole | 10 m Luftpistole |
| Nr.              | Wettbewerb       | Gold             | Gold             | Silber           | Silber           | Bronze           | Bronze           |
| ---------------- | ---------------- | ---------------- | ---------------- | ---------------- | ---------------- | ---------------- | ---------------- |
| 1                | Tallinn          | Damir Mikec      | --               | Ruslan Lunev     | --               | Paolo Monna      | --               |

| 10 m Luftpistole, Team | 10 m Luftpistole, Team | 10 m Luftpistole, Team                         | 10 m Luftpistole, Team | 10 m Luftpistole, Team                               | 10 m Luftpistole, Team | 10 m Luftpistole, Team                                                                               | 10 m Luftpistole, Team |
| Nr.                    | Wettbewerb             | Gold                                           | Gold                   | Silber                                               | Silber                 | Bronze                                                                                               | Bronze                 |
| ---------------------- | ---------------------- | ---------------------------------------------- | ---------------------- | ---------------------------------------------------- | ---------------------- | --- | ---------------------- |
| 1                      | Tallinn                | Türkeiİsmail Keleş Yusuf Dikeç Buğra Selimzade | --                     | DeutschlandRobin Walter Paul Frölich Michael Schwald | --                     | UkraineViktor Bankin Oleh Omelchuk Pawlo Korostyljow SerbienDuško Petrov Damir Mikec Dimitrije Grgić | --                     |

##### Frauen
| 10 m Luftpistole | 10 m Luftpistole | 10 m Luftpistole | 10 m Luftpistole | 10 m Luftpistole     | 10 m Luftpistole | 10 m Luftpistole  | 10 m Luftpistole |
| Nr.              | Wettbewerb       | Gold             | Gold             | Silber               | Silber           | Bronze            | Bronze           |
| ---------------- | ---------------- | ---------------- | ---------------- | -------------------- | ---------------- | ----------------- | ---------------- |
| 1                | Tallinn          | Anna Korakaki    | --               | Camille Jedrzejewski | --               | Elmira Karapetyan | --               |

| 10 m Luftpistole, Team | 10 m Luftpistole, Team | 10 m Luftpistole, Team                           | 10 m Luftpistole, Team | 10 m Luftpistole, Team                                 | 10 m Luftpistole, Team | 10 m Luftpistole, Team                         | 10 m Luftpistole, Team |
| Nr.                    | Wettbewerb             | Gold                                             | Gold                   | Silber                                                 | Silber                 | Bronze                                         | Bronze                 |
| ---------------------- | ---------------------- | ------------------------------------------------ | ---------------------- | ------------------------------------------------------ | ---------------------- | ---------------------------------------------- | ---------------------- |
| 1                      | Tallinn                | PolenKlaudia Breś Julita Borek Agnieszka Korejwo | --                     | SerbienZorana Arunović Brankica Zarić Jovana Todorović | --                     | UngarnVeronika Major Miriam Jákó Zsófia Csonka | --                     |

##### Mixed
| 10 m Luftpistole | 10 m Luftpistole | 10 m Luftpistole            | 10 m Luftpistole | 10 m Luftpistole                         | 10 m Luftpistole | 10 m Luftpistole                                                      | 10 m Luftpistole |
| Nr.              | Wettbewerb       | Gold                        | Gold             | Silber                                   | Silber           | Bronze                                                                | Bronze           |
| ---------------- | ---------------- | --------------------------- | ---------------- | ---------------------------------------- | ---------------- | --------------------------------------------------------------------- | ---------------- |
| 1                | Tallinn          | Zorana Arunović Damir Mikec | --               | Chiara Giancamilli Federico Nilo Maldini | --               | Şevval İlayda Tarhan Yusuf Dikeç Camille Jedrzejewski Florian Fouquet | --               |

### Juniorinnen und Junioren

#### Gewehr

##### Junioren
| 10 m Luftgewehr | 10 m Luftgewehr | 10 m Luftgewehr | 10 m Luftgewehr | 10 m Luftgewehr | 10 m Luftgewehr | 10 m Luftgewehr  | 10 m Luftgewehr |
| Nr.             | Wettbewerb      | Gold            | Gold            | Silber          | Silber          | Bronze           | Bronze          |
| --------------- | --------------- | --------------- | --------------- | --------------- | --------------- | ---------------- | --------------- |
| 1               | Tallinn         | Victor Lindgren | --              | Ferenc Török    | --              | Jesper Johansson | --              |

| 10 m Luftgewehr, Team | 10 m Luftgewehr, Team | 10 m Luftgewehr, Team                               | 10 m Luftgewehr, Team | 10 m Luftgewehr, Team                                                | 10 m Luftgewehr, Team | 10 m Luftgewehr, Team                                                                                    | 10 m Luftgewehr, Team |
| Nr.                   | Wettbewerb            | Gold                                                | Gold                  | Silber                                                               | Silber                | Bronze                                                                                                   | Bronze                |
| --------------------- | --------------------- | --------------------------------------------------- | --------------------- | -------------------------------------------------------------------- | --------------------- | --- | --------------------- |
| 1                     | Tallinn               | PolenMichał Chojnowski Jakub Kowalski Wiktor Sajdak | --                    | NorwegenVebjörn Grimsrud Jens Olsrud Östli Even Olai Enger Throndsen | --                    | SerbienPetar Erdei Marko Ivanović Aleksa Rakonjac SchwedenJesper Johansson Pontus Kallin Victor Lindgren | --                    |

##### Juniorinnen
| 10 m Luftgewehr | 10 m Luftgewehr | 10 m Luftgewehr    | 10 m Luftgewehr | 10 m Luftgewehr | 10 m Luftgewehr | 10 m Luftgewehr     | 10 m Luftgewehr |
| Nr.             | Wettbewerb      | Gold               | Gold            | Silber          | Silber          | Bronze              | Bronze          |
| --------------- | --------------- | ------------------ | --------------- | --------------- | --------------- | ------------------- | --------------- |
| 1               | Tallinn         | Anne Bakke Nielsen | --              | Audrey Gogniat  | --              | Veronika Blažíčková | --              |

| 10 m Luftgewehr, Team | 10 m Luftgewehr, Team | 10 m Luftgewehr, Team                                             | 10 m Luftgewehr, Team | 10 m Luftgewehr, Team                                   | 10 m Luftgewehr, Team | 10 m Luftgewehr, Team                                                                                   | 10 m Luftgewehr, Team |
| Nr.                   | Wettbewerb            | Gold                                                              | Gold                  | Silber                                                  | Silber                | Bronze                                                                                                  | Bronze                |
| --------------------- | --------------------- | ----------------------------------------------------------------- | --------------------- | ------------------------------------------------------- | --------------------- | --- | --------------------- |
| 1                     | Tallinn               | PolenMaja Magdalena Gawenda Julia Mikołowska Wilhelmina Wośkowiak | --                    | NorwegenSynnøve Berg Thiril Brendryen Pernille Nor-Woll | --                    | SerbienLjiljana Cvetković Alexsandra Havran Emilija Ponjavić UngarnCsilla Ferik Anne Toth Regina Vintze | --                    |

##### Mixed
| 10 m Luftgewehr | 10 m Luftgewehr | 10 m Luftgewehr        | 10 m Luftgewehr | 10 m Luftgewehr                  | 10 m Luftgewehr | 10 m Luftgewehr                                                | 10 m Luftgewehr |
| Nr.             | Wettbewerb      | Gold                   | Gold            | Silber                           | Silber          | Bronze                                                         | Bronze          |
| --------------- | --------------- | ---------------------- | --------------- | -------------------------------- | --------------- | -------------------------------------------------------------- | --------------- |
| 1               | Tallinn         | Anne Toth Ferenc Török | --              | Veronika Blažíčková Ondřej Kupec | --              | Csilla Ferik Bálint Kálmán Pernille Nor-Woll Jens Olsrud Östli | --              |

#### Pistole

##### Männer
| 10 m Luftpistole | 10 m Luftpistole | 10 m Luftpistole     | 10 m Luftpistole | 10 m Luftpistole | 10 m Luftpistole | 10 m Luftpistole      | 10 m Luftpistole |
| Nr.              | Wettbewerb       | Gold                 | Gold             | Silber           | Silber           | Bronze                | Bronze           |
| ---------------- | ---------------- | -------------------- | ---------------- | ---------------- | ---------------- | --------------------- | ---------------- |
| 1                | Tallinn          | Matteo Mastrovalerio | --               | Luca Joldea      | --               | Gabriele Aldo Villani | --               |

| 10 m Luftpistole, Team | 10 m Luftpistole, Team | 10 m Luftpistole, Team                                              | 10 m Luftpistole, Team | 10 m Luftpistole, Team                                           | 10 m Luftpistole, Team | 10 m Luftpistole, Team                                                                                                | 10 m Luftpistole, Team |
| Nr.                    | Wettbewerb             | Gold                                                                | Gold                   | Silber                                                           | Silber                 | Bronze | Bronze                 |
| ---------------------- | ---------------------- | ------------------------------------------------------------------- | ---------------------- | ---------------------------------------------------------------- | ---------------------- | --- | ---------------------- |
| 1                      | Tallinn                | ItalienMatteo Mastrovalerio Liang Xi Savorani Gabriele Aldo Villani | --                     | NorwegenTobias Skaarstad Sondre Risan Haltvik Hans Wang Nöstvold | --                     | BulgarienDimitar Todorov Petar Vladimirov Ivanov Kirill Ushanli PolenMaciej Zygmuntowski Wiktor Blada Wiktor Kopiwoda | --                     |

##### Frauen
| 10 m Luftpistole | 10 m Luftpistole | 10 m Luftpistole | 10 m Luftpistole | 10 m Luftpistole | 10 m Luftpistole | 10 m Luftpistole    | 10 m Luftpistole |
| Nr.              | Wettbewerb       | Gold             | Gold             | Silber           | Silber           | Bronze              | Bronze           |
| ---------------- | ---------------- | ---------------- | ---------------- | ---------------- | ---------------- | ------------------- | ---------------- |
| 1                | Tallinn          | Anna Ćukušić     | --               | Anna Miřejovská  | --               | Salome Prodiashvili | --               |

| 10 m Luftpistole, Team | 10 m Luftpistole, Team | 10 m Luftpistole, Team                                   | 10 m Luftpistole, Team | 10 m Luftpistole, Team                                         | 10 m Luftpistole, Team | 10 m Luftpistole, Team                                                                                                | 10 m Luftpistole, Team |
| Nr.                    | Wettbewerb             | Gold                                                     | Gold                   | Silber                                                         | Silber                 | Bronze | Bronze                 |
| ---------------------- | ---------------------- | -------------------------------------------------------- | ---------------------- | -------------------------------------------------------------- | ---------------------- | --- | ---------------------- |
| 1                      | Tallinn                | TschechienAnna Miřejovská Nicol Simetová Klara Tichaková | --                     | ItalienFrancesca Cardiero Alessandra Fait Federica Quattrocchi | --                     | GeorgienMariam Abramishvili Salome Prodiashvili Mariami Prodiashvili DeutschlandJohanna Blenck Lydia Vetter Maxi Vogt | --                     |

##### Mixed
| 10 m Luftpistole | 10 m Luftpistole | 10 m Luftpistole       | 10 m Luftpistole | 10 m Luftpistole                 | 10 m Luftpistole | 10 m Luftpistole                                               | 10 m Luftpistole |
| Nr.              | Wettbewerb       | Gold                   | Gold             | Silber                           | Silber           | Bronze                                                         | Bronze           |
| ---------------- | ---------------- | ---------------------- | ---------------- | -------------------------------- | ---------------- | -------------------------------------------------------------- | ---------------- |
| 1                | Tallinn          | Anne Toth Ferenc Török | --               | Veronika Blažíčková Ondřej Kupec | --               | Csilla Ferik Bálint Kálmán Pernille Nor-Woll Jens Olsrud Östli | --               |

## Medaillenspiegel
| Platz  | Land                   | Gold | Silber | Bronze | Gesamt |
| ------ | ---------------------- | ---- | ------ | ------ | ------ |
| 01     | Norwegen               | 3    | 3      | 2      | 8      |
| 02     | Italien                | 3    | 2      | 3      | 8      |
| 02     | Serbien                | 3    | 2      | 3      | 8      |
| 04     | Polen                  | 3    | —      | 2      | 5      |
| 05     | Tschechien             | 1    | 2      | 1      | 4      |
| 06     | Deutschland            | 1    | 1      | 4      | 6      |
| 07     | Ungarn                 | 1    | 1      | 3      | 5      |
| 08     | Schweden               | 1    | —      | 3      | 4      |
| 09     | Türkei                 | 1    | —      | 1      | 2      |
| 10     | Kroatien               | 1    | —      | —      | 1      |
| 10     | Dänemark               | 1    | —      | —      | 1      |
| 10     | Griechenland           | 1    | —      | —      | 1      |
| 13     | Österreich             | —    | 1      | 1      | 2      |
| 13     | Frankreich             | —    | 1      | 1      | 2      |
| 13     | Ukraine                | —    | 1      | 1      | 2      |
| 16     | Aserbaidschan          | —    | 1      | —      | 1      |
| 16     | Vereinigtes Königreich | —    | 1      | —      | 1      |
| 16     | Israel                 | —    | 1      | —      | 1      |
| 16     | Rumänien               | —    | 1      | —      | 1      |
| 16     | Slowakei               | —    | 1      | —      | 1      |
| 16     | Schweiz                | —    | 1      | —      | 1      |
| 22     | Georgien               | —    | —      | 4      | 4      |
| 23     | Armenien               | —    | —      | 1      | 1      |
| 23     | Bulgarien              | —    | —      | 1      | 1      |
| Gesamt | Gesamt                 | 20   | 20     | 31     | 71     |